# Hangochet
Le Hangochet est un sommet du massif des Vosges culminant à 987 mètres d'altitude.

## Géographie

### Localisation
Il se trouve dans la commune de Plainfaing dans sa partie méridionale et son versant septentrional s'étend sur celle de Fraize, dans le département des Vosges.
La montagne est la continuité du massif du Rossberg qui la domine au nord-est en culminant à 1 130 m.

### Géologie
Le rocher du Hangochet est composé d'une roche à grain fin présentant des lamelles de biotite et de granules verdâtres ternes de pinite. 

## Histoire
Des beurheux, amoncellement de pierres et de blocs de granit, délimitant les anciennes parcelles ou propriétés, attestent l'existence d'anciennes productions agricoles.
Un petit avion de tourisme (Rallye 100 ST/Morane-Saunier) s'y est écrasé le 2 juin 1978, tuant son pilote et projetant de nombreux débris au sol.

## Activités
Plusieurs sentiers de randonnée sont aménagés pour faire le tour du Hangochet. L'accès le plus simple est depuis le hameau de Scarupt à Fraize en passant par les Ponsez, ou en se garant au Fer-à-Cheval.
Un chalet refuge des Amis de la nature est situé à 800 m d'altitude à la Grande Goutte, disposant de deux dortoirs de cinq à dix couchages.

## Lieux d'intérêt

### Rocher du Hangochet

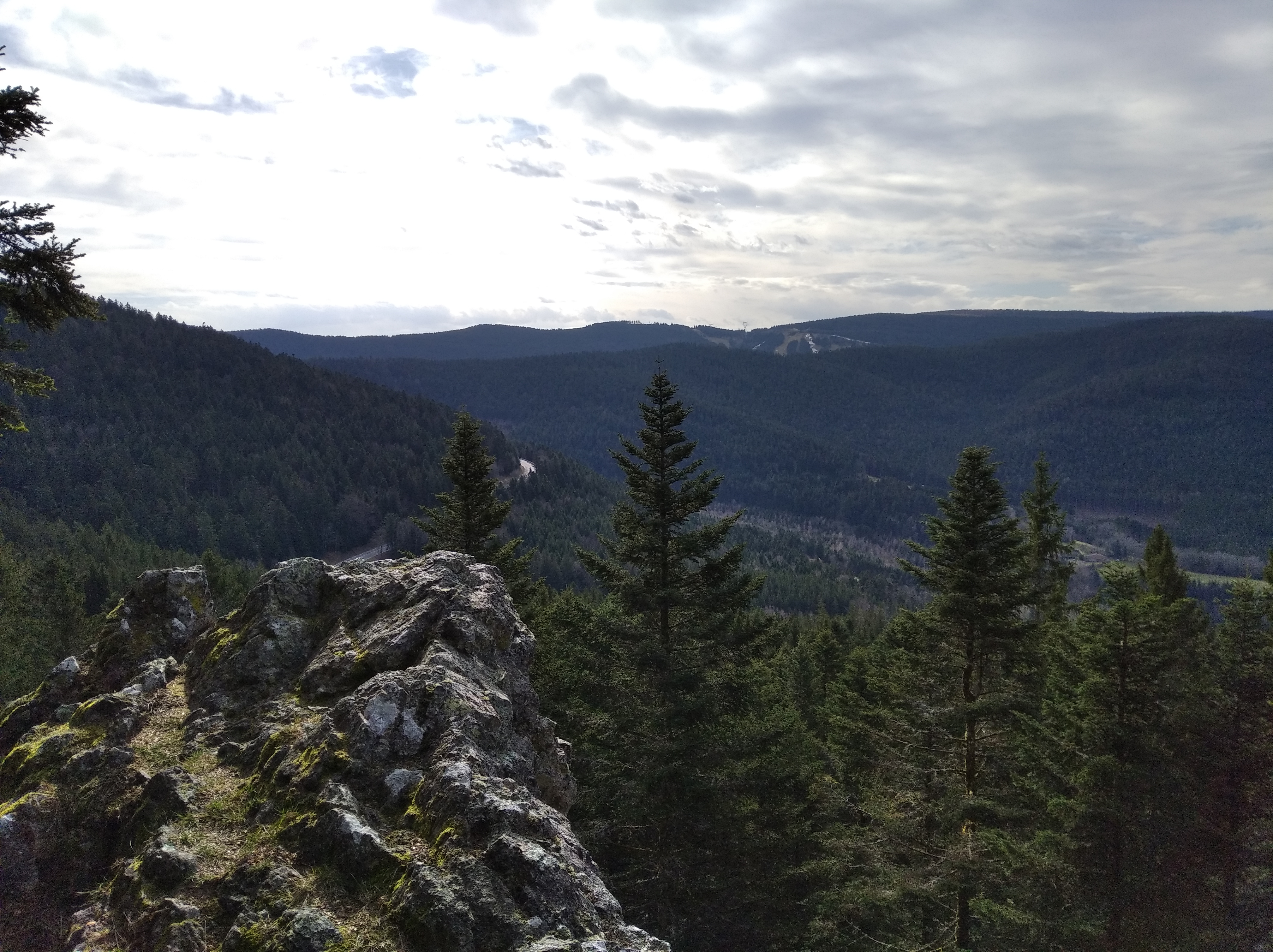
Vue depuis le rocher du Hangochet.

Le rocher du Hangochet est un rocher de 26 m de haut en quartz laiteux. Ancien lieu de pèlerinage, une statue de la vierge est installée dans une excavation à son contrebas.

« Au hameau du Hangochet (Plainfaing), au pied d’une roche fort élevée, ayant la forme d’une tour carrée – une pierre levée – existe une petite grotte dans laquelle se trouve une vierge très ancienne qui a le pouvoir d’apprendre aux jeunes filles si elles seront bientôt mariées.
Aujourd’hui, c’est à la Vierge, au saint, que l’on s’adresse, autrefois c’était au rocher. »

— Louis Géhin, Gérardmer à travers les âges
À son sommet, les sommets du gazon du Faing, du Hohneck et du Rainkopf, ainsi que les pistes de ski alpin de la station du Lac Blanc sont visibles par temps dégagé.

### Roches de Mougifontaine
Au lieu-dit de Mougifontaine se trouve d'imposantes roches.

## Légende
Pendant la guerre de Trente Ans, les villageois de la région redoutaient l'arrivée des « Houèbes », des mercenaires impitoyables de diverses nationalités. Un jour, Colas, un jeune pâtre, courut alerter les habitants de la Sèche Chaume que les « Houèbes » approchaient. En cherchant refuge, Marie-Claire, une jeune fille de la métairie, tomba du haut du rocher, mais s'en sortit miraculeusement indemne. Elle attribua sa survie à la protection de la Vierge Marie et de sainte Claire, plaçant leurs statues dans une grotte en signe de gratitude. Depuis, cette grotte est devenue un lieu de pèlerinage pour les jeunes filles en quête d'un mari, une tradition qui a perduré même après la Seconde Guerre mondiale.